# Хектор Елизондо
Хектор Елизондо (енгл. Héctor Elizondo; рођен 22. децембра 1936. у Њујорку) је амерички глумац. Елизондо је најпознатији по телевизијским улогама које игра и то Др. Филип Вотерс у Чикаго Хоуп и Ед Алзате у До последњег човека, и филмским улогама као што су Мр. Греј у Отмица у метроу 1 2 3, Детектив Сандеј у Амерички жиголо, Барнард Томпсон у Згодна жена, као и Џон Флинт у Полицајац са Беверли Хилса 3.
Награде и признања за Елизондоа укључују номинацију за награду Златни глобус, награду Еми (пет номинација), две награде АЛМА (осам номинација) и пет номинација за награду удружења глумаца.

## Каријера
Елизондо је рођен 22. децембра 1936. године у Њујорку, у породици порториканаца шпанско-баскијског порекла Кармен Рејес и  Мартина Елизондоа. Године 1950. Хектор је завршио средњу школу и уписао глуму.
Дебитовао је на телевизији 1963. године. Током своје филмске каријере наступио је у више од 140 филмова и телевизијских серија. Амерички редитељ Гери Маршал сарађивао је са Елизондом у свим његовим филмовима, користећи га као неку врсту талисмана. У прилогу филма "Излаз у Рај" чак је писало: "И као и обично - Хектор Елизондо". 
Глумио је и у филмовима као што су "Згодна жена",  "Одбегла млада", "Принцезини дневници", "Принцезини дневници 2: Краљевска веридба". Стандардан је у серији До последњег човека.  
Такође је давао глас у неколико анимираних филмова.